# Baabda
Baabda (tiếng Ả Rập: بعبدا, tiếng Syriac: ܒܥܒܕܐ) là tỉnh lỵ của tỉnh Núi Liban, miền tây Liban đồng thời là quận lỵ của Baabda thuộc tỉnh này. Trong quá khứ, thành phố từng là quận lỵ quận tự trị Núi Liban của Đế quốc Ottoman. Thành phố này là nơi tọa lạc của Dinh Baabda - dinh thự của Tổng thống Liban.